# Handball-Oberliga Baden-Württemberg der Männer 2020/21
Die Handball-Oberliga Baden-Württemberg 2020/21 wurde unter dem Dach der Handballverbände Baden, Südbaden sowie  Württemberg organisiert. Sie ist die höchste Spielklasse des Verbundes und wird unterhalb der 3. Liga als vierthöchste Spielklasse im deutschen Ligensystem eingestuft.

## Saisonverlauf
Die Handball-Oberliga Baden-Württemberg 2020/21 war die einundzwanzigste Ausspielung dieser Handballliga. Sie wurde wegen der COVID-19-Pandemie nach dem vierten Spieltag abgebrochen. Im Rahmen einer Sondervereinbarung konnten zwei Vereine in die 3. Liga aufsteigen, Absteiger gab es keine, nur einen Rückzieher.

### Modus
Achtzehn Mannschaften hätten in einer Hin- und Rückrunde den Meister und Vizemeister, mit Aufstiegsrecht in die 3. Liga, ausgespielt. Die letzten vier Mannschaften wären in die Verbandsligen abgestiegen.

## Teilnehmer
Nicht mehr dabei waren die Aufsteiger der Vorsaison. Neu hinzu kamen die Aufsteiger (N) aus den Verbandsligen.
|  TSV Neuhausen/F. 1898 - SV Fellbach - TV Bittenfeld 2 - TV Weilstetten - TuS Schutterwald - TSV Birkenau (N) - TSV Schmiden (N) - TuS Steißlingen (N) - SG H2Ku Herrenberg |  TSG Söflingen - TSV Weinsberg - TSV Zizishausen - HC Neuenbürg 2000 - TVS 1907 Baden-Baden - SG Köndringen/Teningen - TSV Heiningen 1892 (N) - TSB Schwäbisch Gmünd  Sport-Union Neckarsulm (R) |

(N) = neu in der Liga (R) = Rückzug

Handballverband Baden

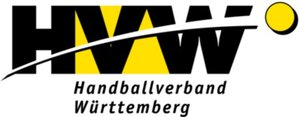
Handballverband Württemberg

  Aufsteiger zur 3. Liga 2021/22
- Für die Oberliga 2021/22 qualifiziert